# Connie Willis

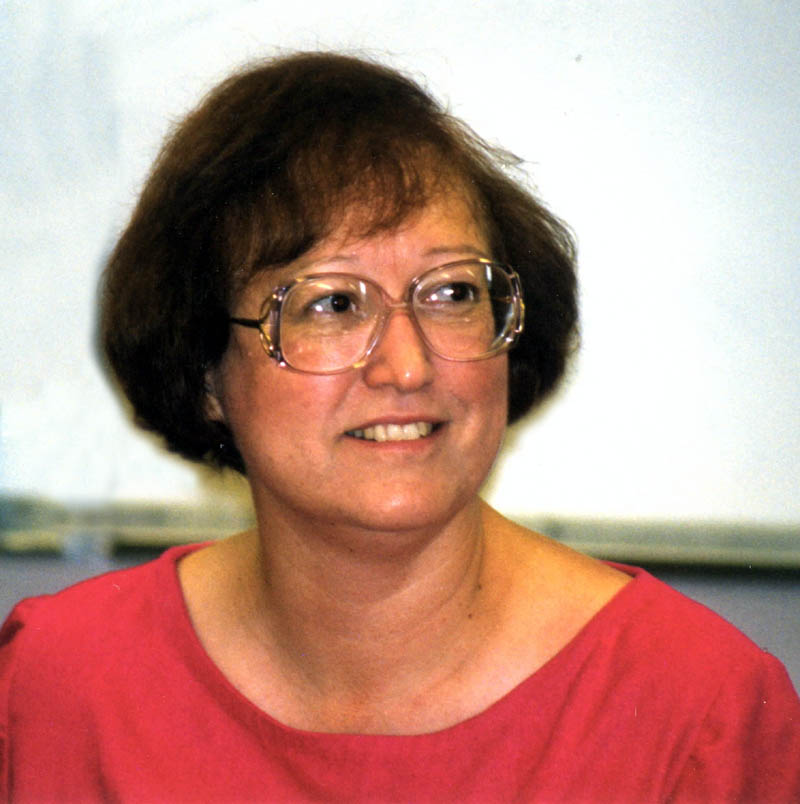
Willis 1998-ban

Constance Elaine Trimmer Willis (Denver, Colorado, 1945. december 31. –) amerikai sci-fi-szerző. Eddigi pályafutása során tizenegy Hugo- és hét Nebula-díjat nyert, valamint több más, rangos elismerést és jelölést is kapott. 2009-ben bekerült a Science Fiction Hall of Frame-be, 2011-ben pedig az amerikai SF írók szövetsége megválasztotta a huszonnyolcadik SFWA Nagymesternek.
Legtöbb története az időutazás témáját járja körbe, főszereplői pedig gyakran az Oxfordi Egyetem tanulói és munkatársai. Ezek a történetek a Tűzőrség című kisregény, az Ítélet könyve, a To Say Nothing of the Dog és a Blackout/All Clear. Mind a négy elnyerte a Hugót, a To Say Nothing of the Dog pedig a Nebulát is magáénak tudhatja.
Magyarul néhány novelláján kívül a Tűzőrség című kisregénye és az Ítélet könyve című regénye olvasható.

## Pályafutása
Connie Willis 1945. december 31-én született Denverben. 1967-ben diplomázott az Észak-Coloradói Egyetemen. Jelenleg Greeleyben él férjével, az Észak-Colorádói Egyetem egyik professzorával, Courtney Willisszel, és kislányukkal, Cordeliával.
Első kiadott története a The Secret of Santa Titicaca volt Worlds of Fantasy magazinban, 1970-ben. Ezt követte még hét novella (1978 és 1981 között), majd egy Cynthia Felice-el közösen írt regény, a Water Witch 1982-ben. Miután elnyerte a National Endowment for the Arts támogatását, abbahagyta tanári munkáját, teljes munkaidőben az írással kezdett el foglalkozni.    

## Témák
Történetei nagy részének tudósok, vagy a tudomány iránt érdeklődő személyek a főszereplői. Műveiben bírálja a politikai korrektséget. Részletes utánajárással dolgozza ki a cselekmény helyszínét, hiteles adatokkal látva el olvasóit. Szereplői kalandjaik során mindig elszenvedik a halál, a bánat és más veszteségek okozta sokkot, humorához pedig az 1940-es évek amerikai romantikus filmdrámáitól kölcsönöz elemeket.
Bár akadnak olyan science fiction regényei és novellái, melyekben szilárd, kemény tudományosságra alapozza a világot, elsősorban inkább a társadalmi témákat boncolgatja. Megtalálható bennük a filozófia, természetfeletti elemek és a tudománynak a társadalomra gyakorolt hatásának ábrázolása is.  

## Bibliográfia

### Regények és kisregények
- Water Witch (1982) – Willis és Cynthia Felice közös regénye
- Lincoln's Dreams (1987) – John W. Campbell emlékdíj nyertes, Locus Fantasy-díj jelölt, 1988
- Light Raid (1989) – with Cynthia Felice
- Doomsday Book (Ítélet könyve) (1992) – Nebula-díj nyertes, BSFA-díj jelölt, 1992; Hugo- és Locus SF-díj nyertes, Arthur C. Clarke-díj jelölt, 1993
- Remake (1994) – Hugo Award nominee, 1996
- Uncharted Territory (1994)
- Bellwether (1996) – Nebula-díj jelölés, 1997
- Promised Land (1997) – Willis és Cynthia Felice közös regénye
- To Say Nothing of the Dog (1998) – Hugo- és Locus SF-díj nyertes, 1999; Nebula-díj jelölt, 1998
- Passage (2001) – Locus SF-díj nyertes, Hugo- és Arthur C.Clarke-díj jelölt, 2002; Nebula-díj jelölt, 2001
- Inside Job (2005)
- D.A. (2007)
- All Seated on the Ground (2007)
- Blackout (2010)
- All Clear (2010)
- All About Emily (2011)

### Novelláskötetek
- Fire Watch (1984), melynek címadó kisregénye elnyerte az 1982-es Hugo- és Nebula-díjat.
- Impossible Things (1993) – három, Nebula-díjas történet, melyből kettő a Hugo-díjat is elnyerte.
- Futures Imperfect (1996) – az Uncharted Territory omnibusz változata, Remake és Bellwether.
- Even the Queen: And Other Short Stories (1998) – hangoskönyv; öt történettel "Even the Queen", "Death on the Nile", és a "At the Rialto"
- Miracle and Other Christmas Stories (1999)
- The Winds of Marble Arch and Other Stories: A Connie Willis Compendium (2007)
- The Best of Connie Willis: Award-Winning Stories (2013)

### Novellák
- Samaritan (1978)
- Capra Corn (1978)
- Daisy, in the Sun (1979)
- And Come from Miles Around (1979)
- The Child Who Cries for the Moon (1981)
- Distress Call (1981)
- A Letter from the Clearys (1982)
- Fire Watch (1982)
- Service For the Burial of the Dead (1982)
- Lost and Found (1982)
- The Father of the Bride (1982)
- Mail Order Clone (1982)
- And Also Much Cattle (1982)
- The Sidon in the Mirror (1983)
- A Little Moonshine (1983)
- Blued Moon (1984)
- Cash Crop (1984)
- Substitution Trick (1985)
- The Curse of Kings (1985)
- All My Darling Daughters (1985)
- And Who Would Pity a Swan? (1985)
- With Friends Like These (1985)
- Chance (1986)
- Spice Pogrom (1986)
- The Pony (1986)
- Winter's Tale (1987)
- Schwarzschild Radius (1987)
- Circus Story (1987)
- Lord of Hosts (1987)
- Ado (1988)
- The Last of the Winnebagos (1988)
- Dilemma (1989)
- Time Out (1989)
- At the Rialto (1989)
- Cibola (1990)
- Miracle (1991)
- Jack (1991)
- In the Late Cretaceous (1991)
- Even the Queen (1992)
- Inn (1993)
- Close Encounter (1993)
- Death on the Nile (1993)
- A New Theory Explaining the Unpredictability of Forecasting the Weather (1993)
- Why the World Didn't End Last Tuesday (1994)
- Adaptation (1994)
- In Coppelius's Toyshop (1996)
- Nonstop to Portales (1996)
- Newsletter (1997)
- Cat's paw (1999)
- Epiphany (1999)
- The Winds of Marble Arch (1999)
- deck.halls@boughs/holly (2001)
- Just Like the Ones We Used to Know (2003)
- New Hat (2008)

### Egyéb
- Roswell, Vegas, and Area 51: Travels with Courtney (2002)

### Esszék
- On Ghost Stories (1991)
- Foreword (1998)
- Introduction (1999)

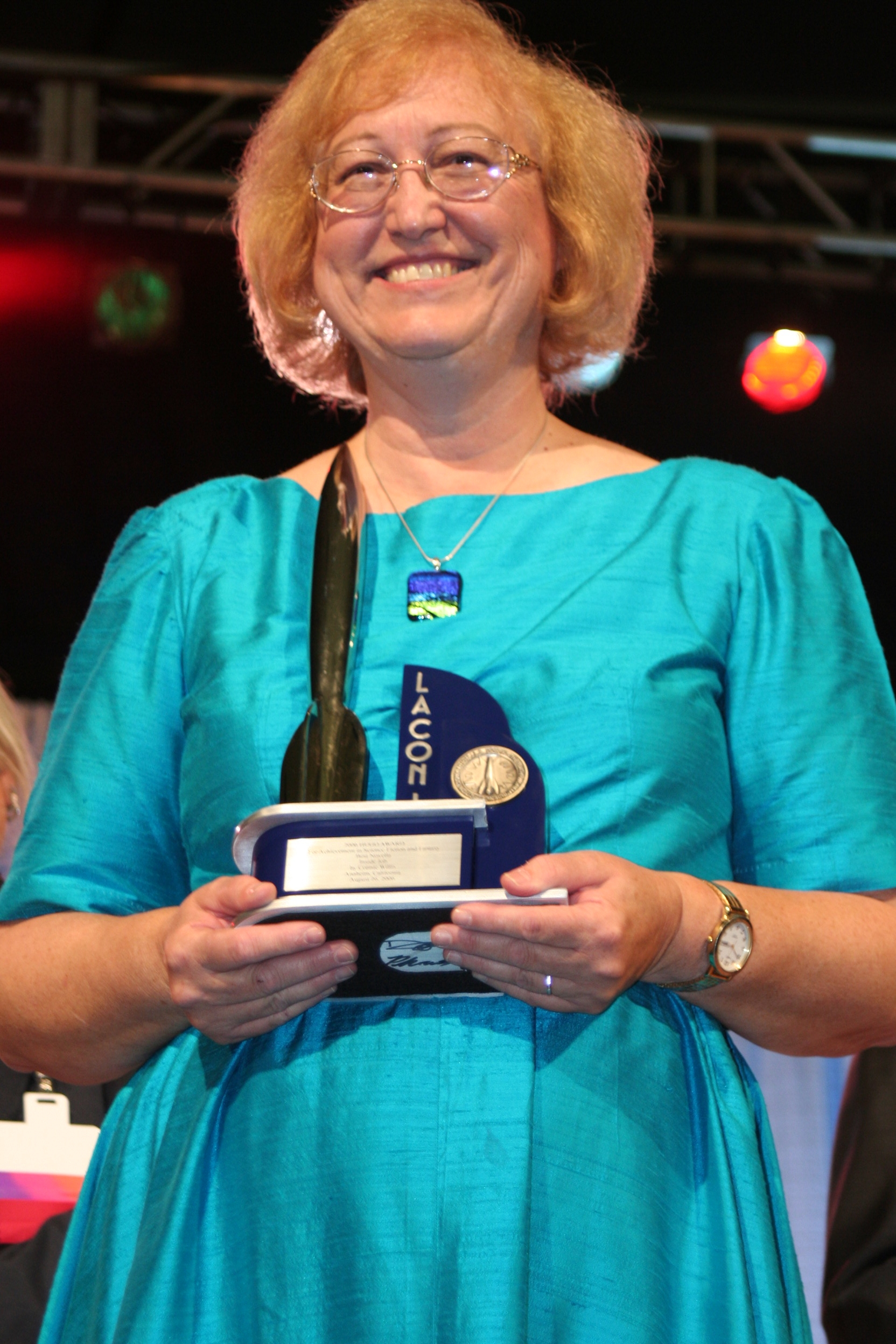
Connie Willis 2006-ban a Hugo-díj átadó ünnepségén

- The Nebula Award for Best Novel (1999)
- The 1997 Author Emeritus: Nelson Bond (1999)
- The Grand Master Award: Poul Anderson (1999)
- A Few Last Words to Put It All in Perspective (1999)
- Önéletrajz, benne a novellái teljes listájával, "limitált kiadása" a The Winds of Marble Arch and Other Stories: A Connie Willis Compendium
- A Final Word; Twelve Terrific Things to Read... (karácsonyi történetek); And Twelve to Watch (Christmas movies); mind összegyűjtve a Miracle and Other Christmas Stories

## Magyarul
- Ítélet könyve; ford. Sohár Anikó; Metropolis Media, Bp., 2012 (Galaktika fantasztikus könyvek)